# Triphyllozoon tuberculiferum
Triphyllozoon tuberculiferum är en mossdjursart som beskrevs av Harmer 1934. Triphyllozoon tuberculiferum ingår i släktet Triphyllozoon och familjen Phidoloporidae. Inga underarter finns listade i Catalogue of Life.